# Indigetes
Người Indigetes (tiếng Latin: indigetes hoặc indigetae hoặc Indiketes) là một tộc người Iberes cổ đại (trước thời La Mã) ở phía đông của bán đảo Iberia (người La Mã gọi là Hispania). Họ được cho là đã nói tiếng Iberes.

## Lịch sử
Họ chiếm giữ vùng đất cực bắc của khu vực Hispania Tarraconensis thuộc bán đảo Iberia, từ khu vực vịnh Empodrae (Empúries) và Rhoda (Roses), kéo dài cho tới dãy Pyrenee xuyên qua các vùng đất Empordà, Selva và có thể xa tới tận Gironès, vùng đất mà người Ausetani sinh sống, hai dân tộc này có quan hệ về mặt huyết thống với nhau.
Họ được chia thành bốn bộ lạc, và các thành phố chính của họ là: Indika (chỉ có duy nhất Stephanus của Byzantium đề cập tới, hiện vẫn chưa xác định được vị trí của nó, nhưng có thể ông ta đã đề cập đến Empúries hoặc Ullastret),Empodrae (Empúries, đây vốn là một thuộc địa có vai trò vô cùng quan trọng đối với người Hy Lạp, thuộc địa của người Phocaea và Massalia), colony,Rhoda (Roses), Juncaria (La Jonquera), Cinniana (Cervià) và Deciana (gần La Jonquera). Các con sông chảy qua vùng đất này bao gồm Clodianus (Fluvià), Sambrocas (Muga) và Tichis (Ter).
Người Indigetes đã đúc những đồng tiền xu của riêng họ, chúng có mang dòng chữ undikesken bằng chữ viết đông bắc Iberia mà được hiểu theo tiếng Iberes như là một sự ám chỉ đến tên gọi của dân tộc này: từ người Indigetes hoặc từ những người của undika.
Vào năm 218 TCN, họ bị người La Mã chinh phục. Năm 195 TCN, họ đã đứng dậy khởi nghĩa tuy nhiên cuộc khởi nghĩa của họ đã bị Marcus Porcius Cato đàn áp.
Các di chỉ khảo cổ chính của người Indigetes nằm ở Ullastret (Baix Empordà), Castell de la Fosca (Palamós, Baix Empordà) và Puig Castellet (Lloret de Mar, Selva).

## Hình ảnh

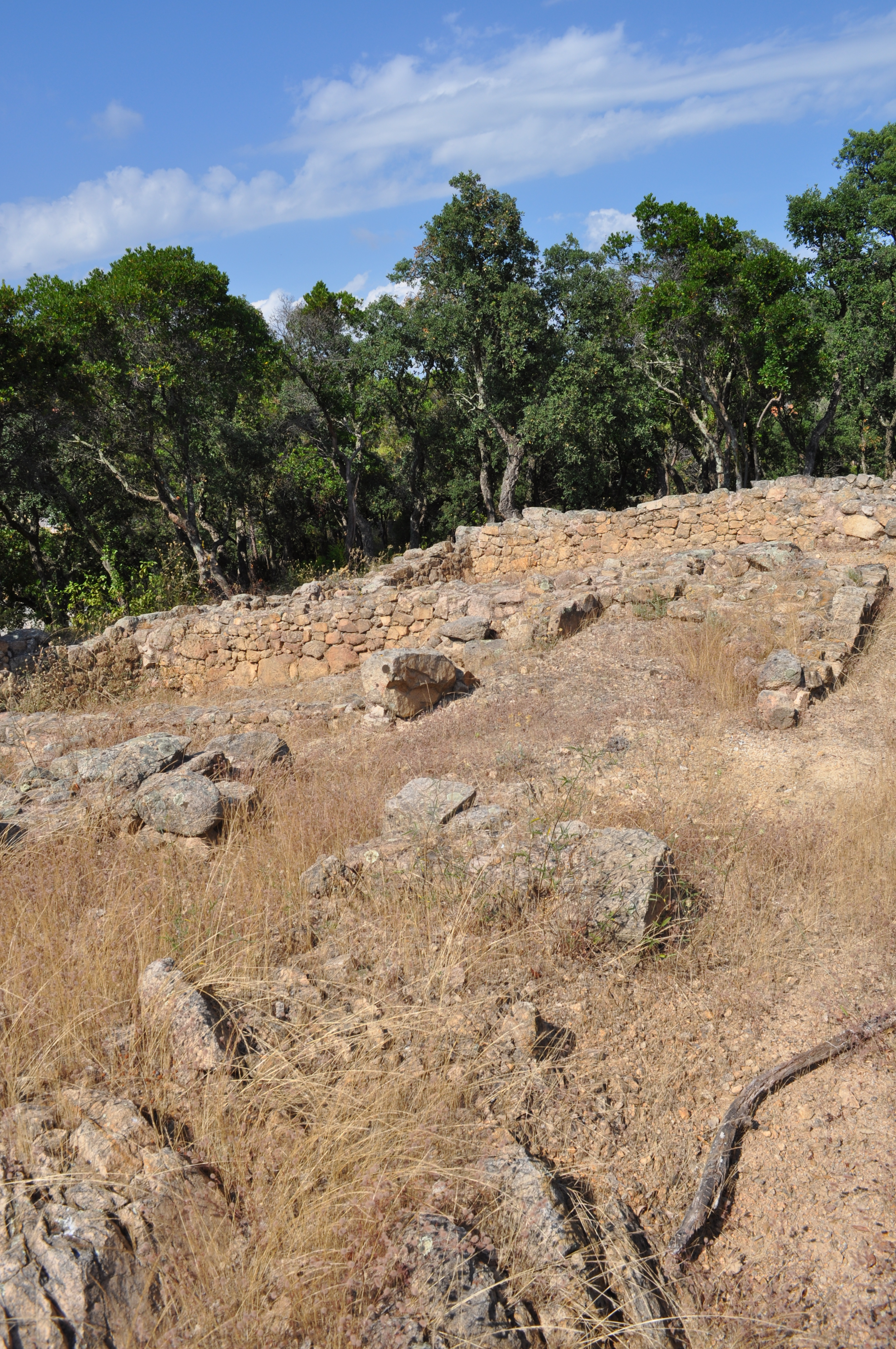
Nền móng của tường thành ở Puig Castellet gần Lloret
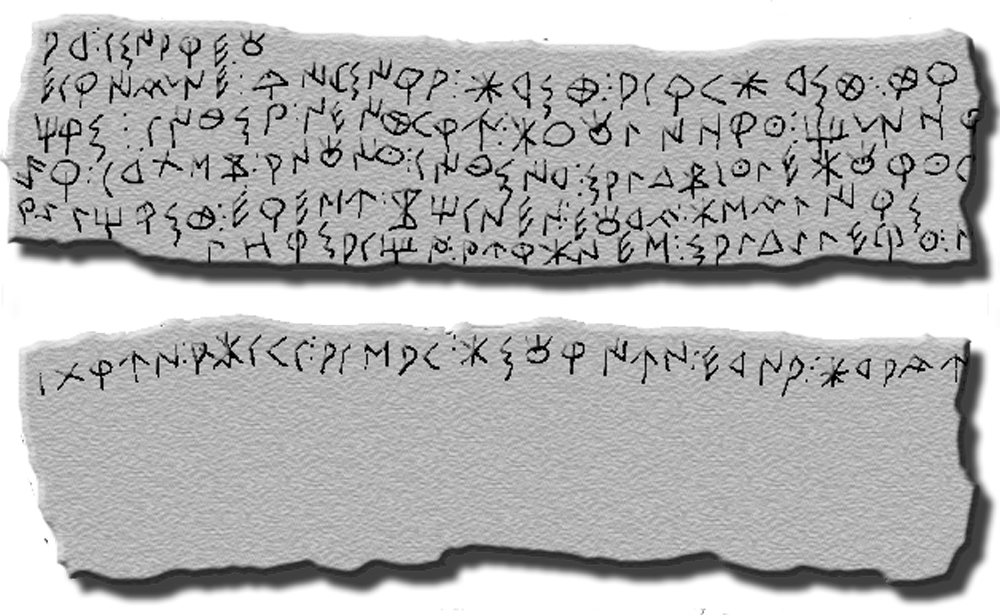
Bảng chì có khắc chữ từ Ullastret
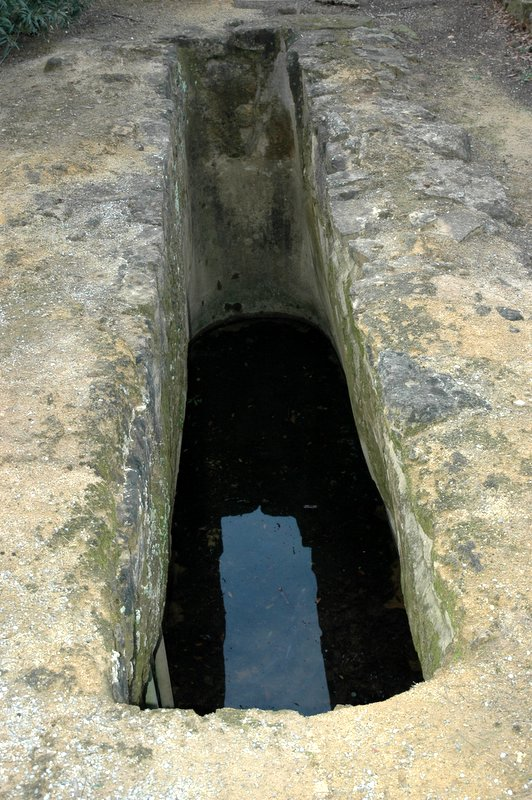
Bể nước tại Ullastret